# Nordamerikansk koralslange
Nordamerikansk koralslange (Micrurus fulvius) er en giftig slange, der hører til gruppen koralslanger, der er en del af familien giftsnoge.